# Zaton (ort i Kroatien, Šibenik-Knins län)
Zaton är en ort i Kroatien.   Den ligger i länet Šibenik-Knins län, i den södra delen av landet, 230 km söder om huvudstaden Zagreb. Zaton ligger 32 meter över havet och antalet invånare är 1 103.
Terrängen runt Zaton är huvudsakligen platt, men österut är den kuperad. Runt Zaton är det ganska glesbefolkat, med 36 invånare per kvadratkilometer. Närmaste större samhälle är Šibenik, 9,5 km sydost om Zaton. 